# 謝樹俊
謝樹俊（英語：TSE Shu-chun），前香港警務處新界南總區指揮官。

## 簡歷
謝樹俊中學就讀於荃灣官立中學，於1979年3月加入香港警察隊擔任見習督察，當時22歲。在警務工作生涯初期，謝樹俊曾在警隊不同專業範疇服務，當中包括刑事偵緝單位、投訴警察課、警察訓練學校及服務質素監察部，1983年至1984年期間，他曾擔任已故前港督尤德爵士的貼身保鏢。1992年晉升為警司時意識到警隊需要新管理概念，遂前往美國加州大學柏克萊分校攻讀「完全質素管理學」碩士課程，成為首位修讀這類課程的警官，並將新管理概念引入警隊。警隊當年推出首份「警隊三年策略計劃」，便是由謝樹俊協助編寫，前警務處處長許淇安首次舉行集思會也是由由謝樹俊提議。警隊服務表現的民意調查及實踐價值觀工作坊等亦是由由謝樹俊構想出來。
謝樹俊所任的重要職位包括：
- 已故前港督尤德爵士保鏢:1983年至1984年
- 膳食、會所、體育及康樂課高級警司:1999年至2002年
- 服務質素科總警司:2002年
- 屯門警區指揮官:2002年至2004年
- 總警司（人力資源）兼任警司協會主席:2004年至2005年
- 警務處助理處長（訓練）:2005年5月至2006年
- 警察學院院長:2006年至2008年
- 新界南總區總部及行動基地指揮官:2008年至2011年